# Los disparates

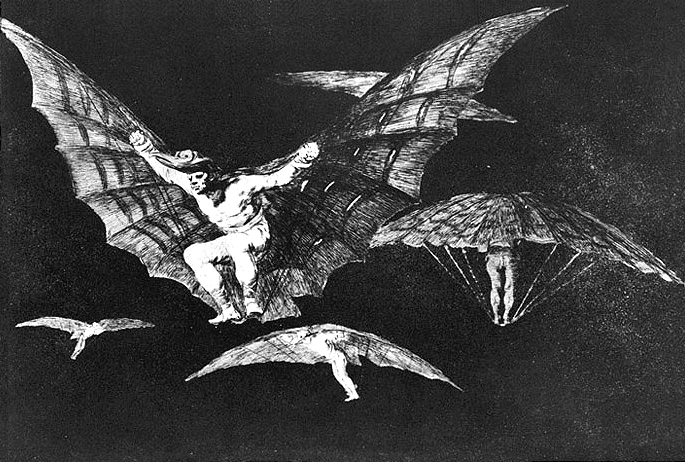
Disparate n.º 13: «Modo de volar».

Los Disparates o los Proverbios son una serie —al parecer incompleta— de veintidós grabados al aguafuerte
y aguatinta, con retoques a punta seca y bruñidor, realizados por Francisco de Goya entre 1815-1816 y 1824, poco antes de abandonar definitivamente España.
Se ha llegado a considerar la serie de estampas de más difícil interpretación de las realizadas por el pintor aragonés. En ella abundan las visiones oníricas, la presencia de la violencia y el sexo y la ridiculización de las instituciones relacionadas con el Antiguo Régimen y, en general, la crítica del poder establecido. Hay que recordar que Goya comenzó esta serie, al parecer, en la época en que fue requerido por la Inquisición, en 1815, como autor de La maja desnuda y La maja vestida, y dentro del proceso de «purificación» provocado por el régimen de terror desplegado por el rey Felón, episodio que, en la producción de Goya, tuvo su reflejo más específico en la serie de estampas conocida como Prisiones, Suplicios y Libertad.
Asimismo y en su conjunto, las estampas reúnen un variado mundo imaginativo relacionado con la noche, el carnaval y lo grotesco, que constituye un enigma, tanto estampa por estampa como en su conjunto.
Parece comprobado que al abandonar España, Goya dejó las planchas de la serie luego conocida como los Disparates en la Quinta del Sordo, junto con Los desastres de la guerra, su serie anterior, donde quedaron en manos de la familia hasta 1854, cuando Román Garreta las compró. En 1862, la Real Academia de Bellas Artes de San Fernando adquirió dieciocho de ellas, mientras el resto quedó en manos del pintor Eugenio Lucas.
La serie permaneció inédita hasta 1864, año en que la referida Real Academia de Bellas Artes publicó dieciocho grabados que, en 1877, se vieron aumentados a veintidós tras la aparición de cuatro láminas más en la revista L'Art, procedentes de las planchas que estaban en poder de Eugenio Lucas.

## Datación

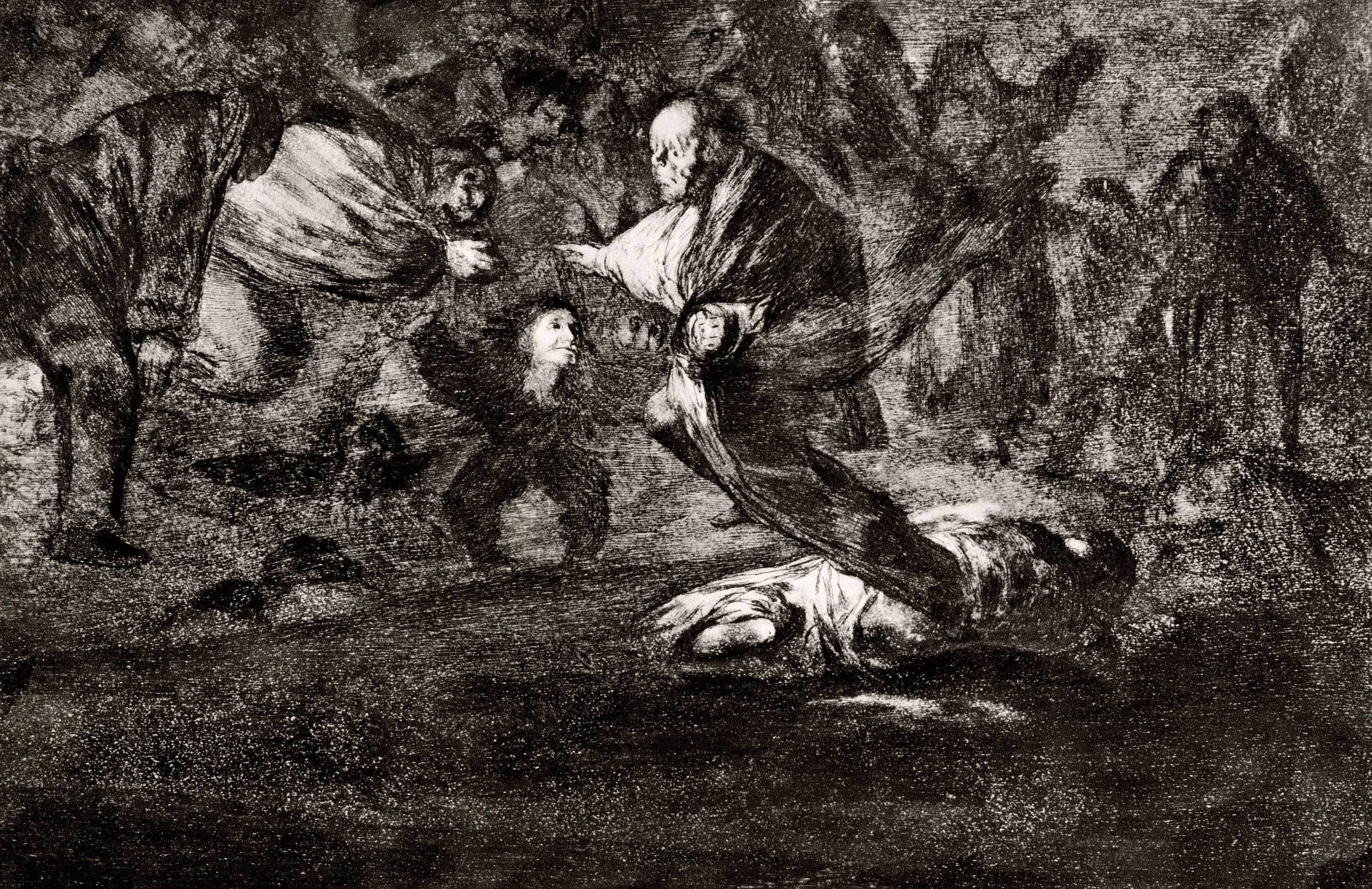
Disparate n.º 18: «Disparate fúnebre». Se ha planteado que este pudo ser el grabado inicial de la serie.

Los Disparates son la última de las obras gráficas de Goya y se han datado entre 1815-1824, año en que el pintor abandonó España. Se aventura que la serie pudo estar prevista para veinticinco estampas, de las que solo se conservan veintidós. Las primeras debieron ser elaboradas nada más finalizar La tauromaquia, pues en el álbum que tuvo el crítico Ceán Bermúdez y que se conserva en el Museo Británico, aparece tras la última estampa taurina una prueba de estado del disparate número 13, el conocido como «Modo de volar». Además, las investigaciones de Jesusa Vega, ratifican que las planchas de cobre y el tipo de papel de los Disparates son las mismas y pertenecen al mismo lote que las empleadas en La tauromaquia.
Valeriano Bozal y otros autores, como la misma doctora Vega, dataron la serie entre 1815 o 1816 y 1819, año en que, debido a la grave enfermedad que sufrió, pudo interrumpir el trabajo, que no retomaría más tarde, dedicado por completo a la decoración de las Pinturas negras de su finca de la Quinta del Sordo. Aun cuando no se pueda desechar que Goya siguiera trabajando en los Disparates entre 1819 y 1823, se ha afirmado que una realización simultánea hubiera supuesto una carga de trabajo excesiva para el artista, que superaba los setenta años. Por otra parte, la carga satírica, de violencia y sexualidad soterrada de estos grabados chocaría con el absolutismo fernandino del sexenio comprendido entre 1814 y el pronunciamiento de Rafael de Riego de 1820. Todo ello lleva a pensar a los críticos que el pintor, al no poder o no estimar conveniente publicarlas, debió de guardar las planchas y abandonar la continuación de la serie. En cualquier caso, era difícil que un trabajo así le reportase beneficios económicos de consideración, visto que ni siquiera La tauromaquia (serie con un tema más popular y por tanto con mayores posibilidades comerciales) se vendió tan bien como se esperaba.
Las planchas de los Disparates permanecieron en poder de los descendientes de Goya hasta mediados del siglo xix. En 1854, Román Garreta compró dieciocho con vistas a su publicación, aunque solo se estamparon algunas pruebas. Dos años más tarde estaban en poder de Jaime Machén, que en 1856 hizo un primer intento de venta a la administración española, que no se cerró hasta 1862, cuando las dieciocho fueron adquiridas por la Real Academia de Bellas Artes de San Fernando, que las publicó en 1864, en una tirada de trescientos sesenta ejemplares en el taller de Laurenciano Potenciano, con el título de los Proverbios. Cuatro planchas más, pertenecientes a la misma serie y no publicadas por la Academia, eran propiedad de Eugenio Lucas al parecer desde 1856; más tarde pasaron a Francia, donde fueron publicadas en la revista L'Art en 1877. En julio de 2011 aquellas cuatro planchas de cobre ingresaron en la Calcografía del Museo del Louvre.

## Orden de las estampas en la serie
En cuanto al orden de los grabados, la edición académica de 1864 utilizó una secuencia al azar, pues no hubo modo de encontrar un plan de ordenación de la serie. Más adelante, cuando se conocieron «pruebas de estado» preparadas por el propio Goya, además de tener la oportunidad de conocer los epígrafes provisionales, se vio que había dos numeraciones, una en el ángulo superior izquierdo y otra en el superior derecho que, además, no coincidían en el orden. Quizá debido a ello, no hay acuerdo sobre la continuidad lógica de esta serie. A pesar de todo, el número más alto encontrado es el 25, lo que ha llevado a suponer a los especialistas que ese era el número total de estampas planeado.

## Análisis de conjunto
De quince de los grabados se han conservado dibujos preparatorios a pincel y sanguina a la aguada, en su mayor parte conservados en el Museo del Prado. También se conocen otros cinco dibujos que no fueron grabados en plancha, que dan un total de veinte dibujos preparatorios de los Disparates. Hay que señalar, como preámbulo a cualquier análisis, que los cambios introducidos entre el dibujo y la estampa definitiva son mayores que en el resto de la obra gráfica goyesca. Por ejemplo, en el dibujo preparatorio del Disparate furioso (n.º 6), aparecía un soldado expulsando con su fusil a un grupo de gente en el escenario de una garita militar. En la estampa final el soldado es un civil, ha desaparecido la garita, y el fusil se ha transformado en una pica con la que atraviesa el rostro de un hombre.

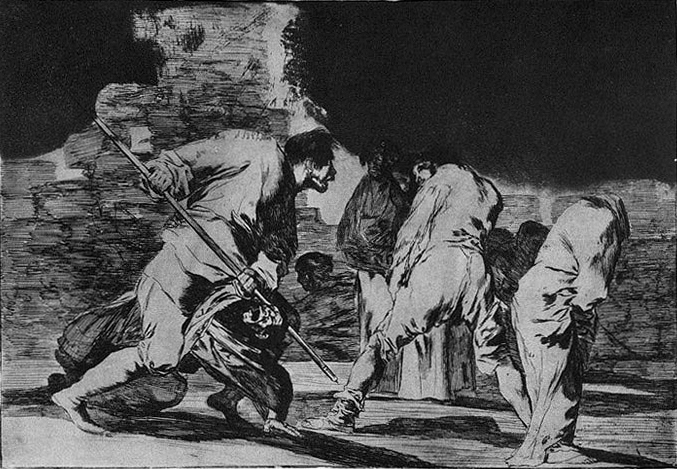
Estampa del n.º 6
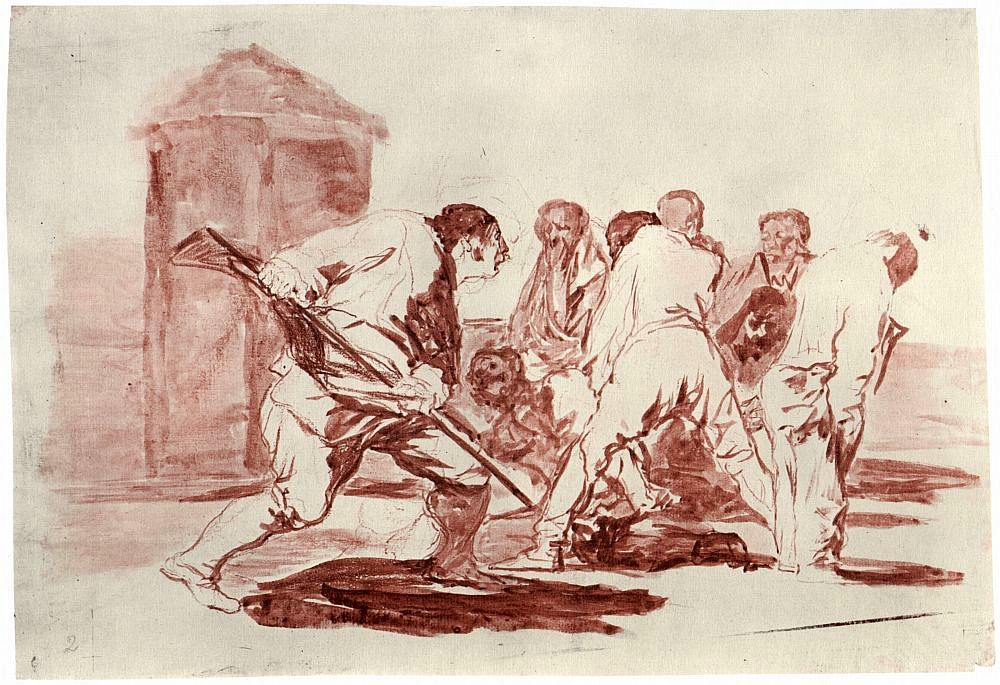
Dibujo preparatorio del n.º 6

Para muchos estudiosos, el verdadero enigma reside en la posible interpretación iconográfica de los Disparates. Así, críticos como Charles Yriarte (entre otros), vieron la serie como una continuación de Los caprichos y con las últimas estampas de Los desastres de la guerra, los llamados «Caprichos enfáticos». Más allá de la relación semántica entre «disparates» y «caprichos», se insistió en la recuperación del elemento de la sátira política y social, como espacio común. Casi todos los autores, no obstante, subrayan como elementos característicos y en cierto modo exclusivos de los Disparates, el alto grado de fantasía, la presentación de escenas de pesadilla, el aspecto grotesco y monstruoso de los personajes que la habitan, unidos a su falta de lógica, o al menos a una lógica desde la cordura tradicional. Todo ello ha hecho que esta obra se considere más cercana a las Pinturas negras.
En el siglo xx, artistas de vanguardia de origen expresionista, como Paul Klee o Emil Nolde pusieron de relieve la «modernidad» de los Disparates, si bien las interpretaciones que ofrecían de ellos, desde su concepción personal, eran muy subjetivas. También se han intentado analizar los Disparates a la luz del psicoanálisis, enfatizando su carácter sexual y violento. Se ha propuesto asimismo volver al título de los Proverbios de la edición de 1864, y en este sentido se ensayó analizar la serie como «una ilustración de proverbios o refranes», como sucede en la pintura satírica de los Países Bajos (así en Brueghel el Viejo y su obra Proverbios flamencos).

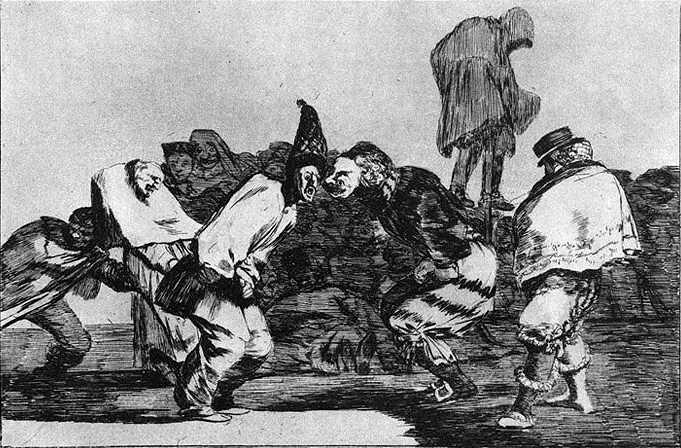
Disparate n.º 14: «Disparate de carnaval».

Nigel Glendinning, por su parte, relaciona la mayoría de los motivos de estas estampas con la tradición del carnaval, una línea de investigación sugerida por Ramón Gómez de la Serna. Tradiciones folclórico-lúdicas como el manteo del pelele por mujeres en el Disparate femenino (n.º 1), o la tradición aragonesa de los gigantes y cabezudos del «Bobalicón» (n.º 4), e incluso el Disparate de miedo (n.º 2), refuerzan la tesis de Glendinning, enunciada con claridad en el Disparate de carnaval. Dentro de la feria carnavalesca algunos estudiosos incluyen los aspectos relacionados con la crítica de la autoridad, representada en los Disparates por militares y eclesiásticos, así como los animales y el circo.
La serie, en su brevedad, se puebla de personajes grotescos, deformes, fantásticos como una representación gráfica del literario «mundo al revés» rabelesiano, descrito por Bajtin en La cultura popular en la Edad Media y en el Renacimiento. El contexto de François Rabelais.
Glendinning observa que uno de los rasgos carnavalescos es el de la subversión de todo aquello que represente la autoridad. Instituciones como el matrimonio, el hombre frente a la mujer, el ejército y el clero. En casi todos los disparates se muestra cómo la representación del poder es derrocada, humillada, ninguneada o ridiculizada. En el Disparate claro (n.º 15), un hombre vestido de militar parece ser arrojado de lo que podría ser un escenario que un grupo de gente se afana en cubrir con una lona. En el Disparate femenino (n.º 1), un pelele sacudido por las mujeres viste uniforme militar. En el Disparate de miedo (n.º 2), un soldado huye aterrorizado de alguien que se ha disfrazado con grandes sábanas en apariencia de fantasma. A pesar de que lo delata el rostro que asoma por una manga, el militar no lo advierte. Esta sátira del estamento, quizá simple burla goyesca, se repite en las dos figuras centrales de la zona en sombras que compone el público que presencia el Disparate de carnaval, aquí también hay un militar, ¿dormido, inconsciente, ebrio?, ridículo y degradado de su condición, en cualquier caso.

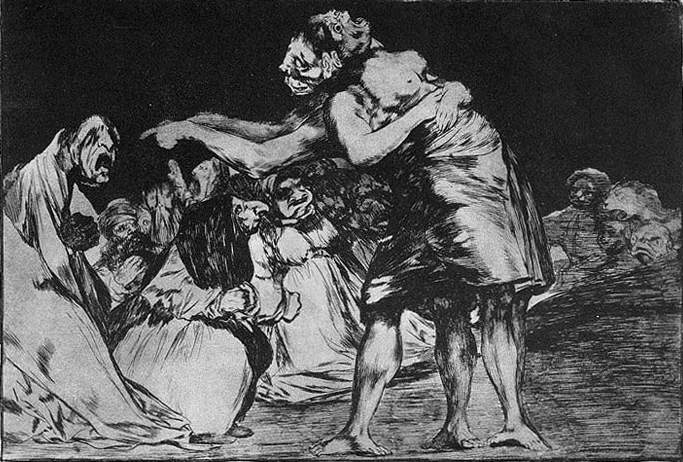
Disparate n.º 7: «Disparate matrimonial»

Por otro lado, el estamento eclesiástico también está puesto en solfa. En el Disparate general (n.º 9), dos figuras vestidas con traje talar adoran una camada de gatos. Y en el dibujo preparatorio del Bobalicón (n.º 4), es un simple clérigo arrodillado quien parece sentirse más aterrorizado. 
Varios críticos insisten en el protagonismo en tan breve serie del sacramento matrimonial ridiculizado, y aventuran posibles alusiones al matrimonio de Leocadia Weiss con su marido y a la relación que ella mantuvo con Goya hasta la muerte del pintor. La estampa n.º 7, Disparate matrimonial (o Disparate desordenado) muestra una especie de figura, mezcla de hombre-mujer, que parece pedir cuentas a un monstruoso fraile cuyo rostro grotesco resulta apesadumbrado. Asimismo, la estampa 16, «Las exhortaciones», ha sido interpretada como una reflexión sobre la infidelidad en la que una mujer sujeta a un hombre que se marcha, y que a su vez es aconsejado o reprendido por un personaje que parece vestido de sacerdote. La mujer, por otro lado, es atraída del brazo por una vieja de carácter celestinesco hacia dos personajes con triple y doble rostro que podrían ser los copartícipes de la infidelidad amorosa, aunque todas estas especulaciones pueden resultar más fútiles y rocambolescas que orientadoras. Otro episodio de huida o fuga se presenta en el Disparate pobre (n.º 11), o al menos así entienden algunos la expresión de la huida de una joven y bella mujer de un personaje oscuro —que se ha sugerido como representación de la muerte— y otro con el cabello alborotado. La joven busca refugio en lo que parece el pórtico de una iglesia poblado por viejas, tullidos y mendigos. El fondo, entre claro y oscuro de aguatinta bruñida, parece irreal, y dota a la estampa de una luz de otro mundo. Relaciones entre mujeres y viejos rijosos reaparecen en el Disparate alegre (n.º 12), donde un viejo de enorme braguero baila en círculo con mujeres de amplio escote.

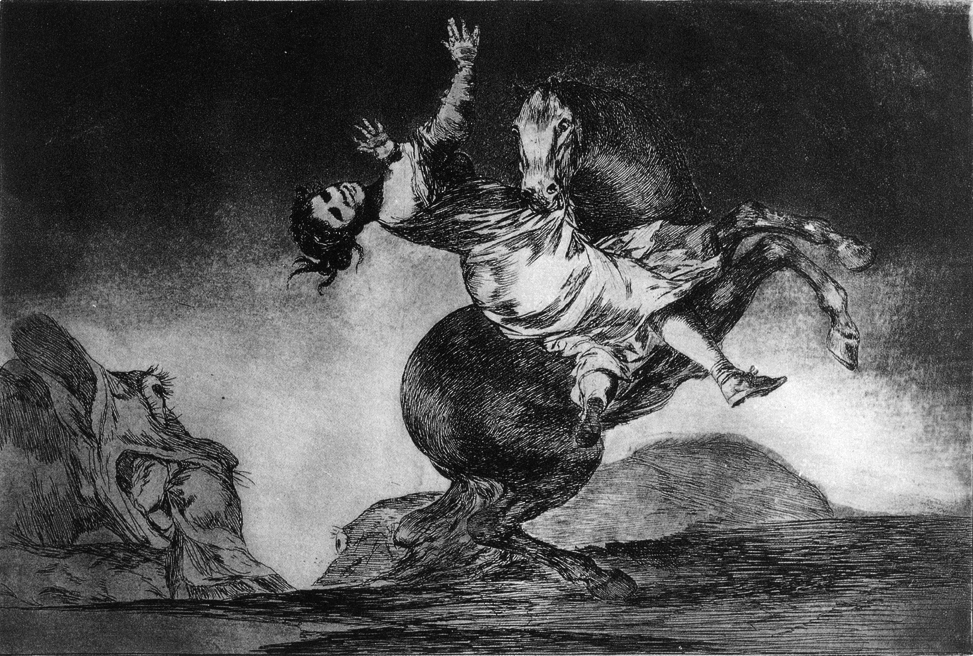
Disparate n.º 10: «Caballo raptor».

Los grabados que suponen sátiras de vicios son igualmente enigmáticos y abundan en la ausencia de parámetros lógicos que permitan descifrar el asunto de las estampas. El disparate número 5 (Disparate volante), muestra a un extraño animal o ser mitológico volador, quizá un hipogrifo, a cuya grupa cabalgan un hombre y una mujer. Ella parece forcejear como si hubiera sido raptada contra su voluntad, o bien se ha fugado con su amante y su desasosiego es una alegoría del desenfreno sexual. Una nueva parábola equina, en el disparate n.º 10, Caballo raptor, muestra a una mujer arrebatada de un bocado por un caballo, animal simbólicamente asociado a la potencia sexual. Al fondo una rata gigantesca con aspecto de montículo, a modo de paisaje, devora a su vez a una mujer, reforzando el significado de la escena central.

## Corolario
La precaución recomendada por los críticos a la hora de interpretar las claves de los Disparates, al margen de que pueda interpretarse a su vez como una muestra de humildad y respeto a la obra de Goya, deja sin embargo algunas propuestas o «consecuencias tan evidentes que no necesitan demostración». Así, por ejemplo:
1. La existencia de una posible unidad en la apariencia extravagante y grotesca de las figuras y la ambientación nocturna de la mayoría de las estampas;[46]
2. Ambigüedad del conjunto que genera modernidad;[47]
3. «Estado de ansiedad y ensimismamiento alucinado»;
4. No existe un hilo temático conductor de la serie, carente de una intención clara;[1]
5. «Representación de los fantasmas individuales en medio de la más absoluta soledad»;[16]
6. El sentido final queda oculto.[48][49]